# Ą̈̂
Ą̈̂ (minuscule : ą̈̂), appelé A tréma accent circonflexe ogonek, est une lettre latine utilisée dans l’écriture du han.
Il s’agit de la lettre A diacritée d’un tréma, d’un accent circonflexe et d’un ogonek.

## Représentations informatiques
Le A tréma accent circonflexe ogonek peut être représenté avec les caractères Unicode suivants : 
- composé et normalisé NFC (latin étendu A, diacritiques) :

| formes    | représentations | chaînes de caractères | points de code       | descriptions                                                                      |
| --------- | --------------- | --------------------- | -------------------- | --------------------------------------------------------------------------------- |
| capitale  | Ą̈̂               | Ą◌̈◌̂                   | U+0104 U+0308 U+0302 | lettre majuscule latine a ogonek diacritique tréma diacritique accent circonflexe |
| minuscule | ą̈̂               | ą◌̈◌̂                   | U+0105 U+0308 U+0302 | lettre minuscule latine a ogonek diacritique tréma diacritique accent circonflexe |

- décomposé et normalisé NFD (latin de base, diacritiques) :

| formes    | représentations | chaînes de caractères | points de code              | descriptions                                                                                  |
| --------- | --------------- | --------------------- | --------------------------- | --------------------------------------------------------------------------------------------- |
| capitale  | Ą̈̂               | A◌̨◌̈◌̂                  | U+0041 U+0328 U+0308 U+0302 | lettre majuscule latine a diacritique ogonek diacritique tréma diacritique accent circonflexe |
| minuscule | ą̈̂               | a◌̨◌̈◌̂                  | U+0061 U+0328 U+0308 U+0302 | lettre minuscule latine a diacritique ogonek diacritique tréma diacritique accent circonflexe |